# أوين ستوري
أوين ستوري (بالإنجليزية: Owen Story) هو لاعب كرة قدم بريطاني في مركز نصف الجناح، ولد في 3 أغسطس 1984 في Burton upon Trent ‏ في المملكة المتحدة. لعب مع روشدين ودايموندز ونادي باث سيتي ونادي توركي يونايتد ونادي كينغز لين.

## وصلات خارجية
- أوين ستوري على موقع قاعدة بيانات كرة القدم.إي يو (الإنجليزية)
- أوين ستوري على موقع Soccerbase.com (لاعب) (الإنجليزية)